# Brad (oraș)
Brad este un municipiu în județul Hunedoara, Transilvania, România, format din localitatea componentă Brad (reședința), și din satele Mesteacăn, Potingani, Ruda-Brad, Țărățel și Valea Bradului. În anul 2011 avea o populație de 13.909 locuitori. Mineritul în zona Brad este atestat documentar din anul 21 î. e. n. Ultimul gram de aur a fost scos în anul 2006. Oprirea acestora s-a mai întâmplat în toți acești mii de ani doar o singură dată și doar pentru 3 luni, în perioada Revoluției de la 1848.

## Așezare și date biogeografice

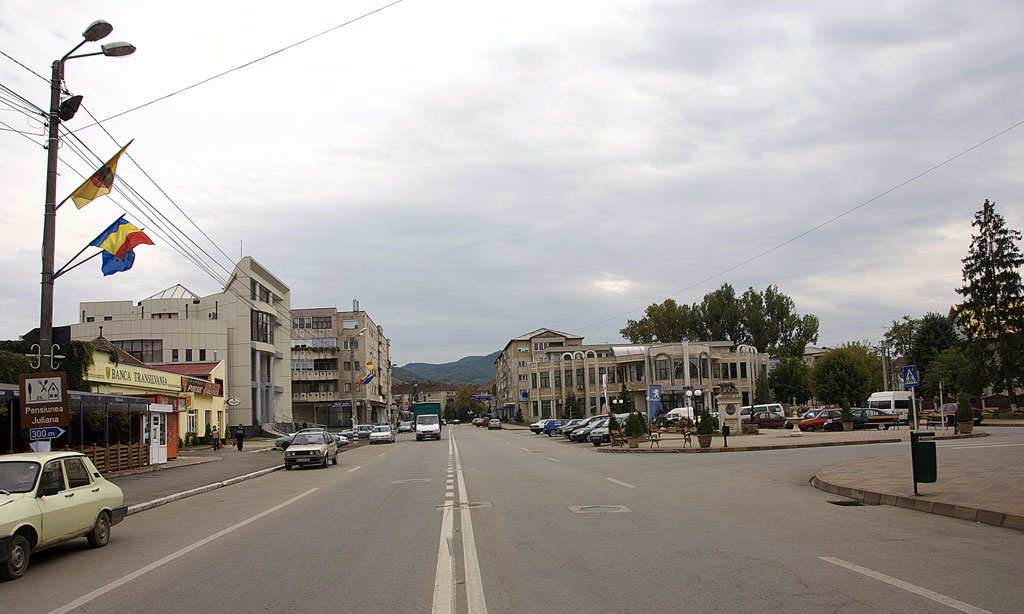

Municipiul Brad este situat la 37 km de Deva, pe drumul național DN76, care-și urmează traseul spre Oradea (154 km). Aradul se găsește la o distanță de 177 km. Din oraș, pornește o ramificație a drumului național DN74 spre Abrud (40 km, județul Alba). Orașul mai este legat de Arad printr-o cale ferată, ce a fost dată în folosință în anul 1896.
Suprafața orașului este de aproximativ 8.000 ha.
Orașul Brad include satele următoare:
- Valea Bradului (Potingani), la 2,5 km de Brad, pe malul drept al Crișului Alb.
- Țărățel, la 5 km, pe cursul superior al Crișului Alb.
- Mesteacăn, pe valea Crișului Alb.
- Ruda-Brad (Musariu), la 6 km de Brad, pe malul pârâului Musariu, la poalele Munților Metaliferi bogați în zăcăminte de aur și argint. Aici se poate aminti galeria „12 Apostoli”, cu o vechime de peste 2000 de ani și „Treptele Romane”, care datează din perioada daco-romană. În prezent, lucrările miniere sunt sistate.

Brad este situat central în Depresiunea Bradului, cu altitudini de 500–600 m, înconjurat de dealurile: Lia, Corbului, Dosurile, Tudorănesc, Petriții, Gruiu, Cioroiu, Obârșiei, Zgleamă și Tăului. Depresiunea este străbătută de râul Crișul Alb.
Climă temperat-continentală, umedă, blândă, temperatura medie anuală de 8 °C. Zona este traversată de paralela de 46°.
Flora naturală este alcătuită din vegetație de luncă și vegetație de pădure (cu lemn de esență tare-stejar, fag). Plante cultivate: cereale, plante tehnice, furajere, legume.
Rețeaua hidrografică este formată din râul Crișul Alb, cu afluenții de stânga Luncoi, Răbăreasa și Lunca, iar de dreapta cu afluentul Brad.

## Istoric

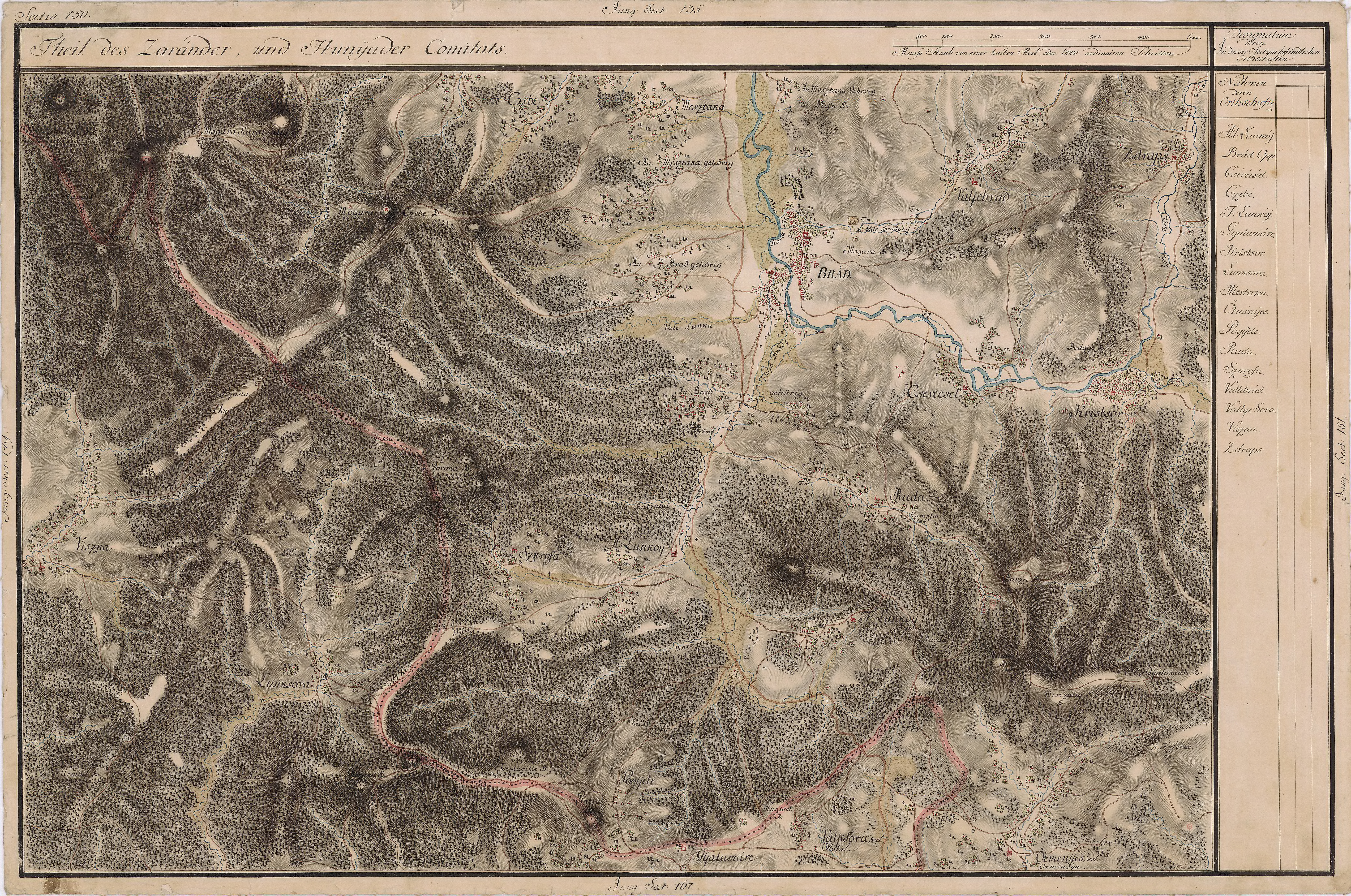
Brad pe Harta Iosefină a Transilvaniei,
1769-73

Este atestat documentar pentru prima dată în anul 1445 în care se pomenește numele maghiarizat al Bradului-Fenyonpataka.
După mai multe tentative între 1927 și 1930 de a fi declarat oraș, numai în 1941 este declarat în mod oficial oraș.
Orașul Brad ajunge la rang de municipiu în 17 decembrie 1995.

## Activități miniere
Minele antice și demult părăsite de exploatare a aurului, la est de Brad, au fost repuse în funcție după anul 1760 de familiile Ribiczey, Toldalagy și Zeyk, care au deschis și noi cȃmpuri miniere. Aceste familii au întemeiat în anul 1791 asociațiile miniere „Ruda 12 Apostoli“ și „Zdraholț Sfântul Ioan Evanghelistul“. 
Intre 1840-1884 asociația minieră „Ruda 12 Apostel Gesellschaft“, a fost parțial proprietate statală austro-ungară.
Ulterior, după 1884, de aici au fost extrase importante cantități de aur, argint, zinc, cupru și sulf, pe rând, de către următoarele firme:

- „Harkort’sche Bergwerke und Chemische Fabriken zu Schwelm und Harkorten A.G. zu Gotha“, societate germană, 1884-1921

- „Societatea MICA”, 1921-1948

- „Trustul Aurului”

- „Intreprinderea Minieră Barza”

- „Minvest”
Mina a cuprins un vast areal subteran, cu numeroase galerii și puțuri, grupate în sectoarele Ruda-Barza, Brădișor, Mușariu și Valea Morii, toate în legătură unele cu altele.
Inițial, au existat cȃteva cȃmpuri separate de exploatare, fără legături între ele. In anul 1842 s-a dat în funcțiune galeria principală Victor (ulterior galeria 1 Mai, la 1,2 km de Gurabarza) care ușura transportul minereurilor spre uzina de preparare de la Gurabarza (reconstruită în anul 1898). Acest lucru a determinat unirea tuturor cȃmpurilor miniere, spre a îndrepta toate minereurile exploatate in zona Brad prin galeria Victor.

### Inchiderea minelor
Decizia și motivarea închiderii minelor din această zonă s-a făcut prin Hotărârea nr. 615 din 21 aprilie 2004 a guvernului, de aprobare a strategiei industriei miniere pentru perioada 2004-2010, publicată în MONITORUL OFICIAL nr.411 din 7 mai 2004.

## Obiective turistice
- Centrul istoric al orașului (străzile Republicii, Moților, Cloșca, Zarandului, Independenței, Horea), declarate monument istoric cu codul HD-II-s-B-03263).
- Casa de Cultură, fost sediu al Societății Mica, monument istoric (cod LMI HD-II-m-B-03267), str.Independenței 7.
- Muzeul Aurului (str.Independenței 3) care înfățișează un istoric al mineritului în România, prezentând totodată minerale provenite din zonă, din Maramureș și de la Ocna de Fier, precum și eșantioane de aur nativ găsite în Munții Apuseni.
- Muzeul de Istorie locală și Etnografie, fondat în anul 1987, ce cuprinde exponate reprezentative pentru etnografia țării Zarandului.
- Copia Statuii Lupoaicei (Lupa Capitolina), simbolul latinității poporului român.
- Statuia "Noi, Dacii" din Piața Centrală (sculptor: Ioan Vasile Grama, 2006).
- Statuia lui Horia din fața poștei, executată de sculptorul Nicolae Pascu, cel care a sculptat și bustul lui Avram Iancu din curtea liceului.
- În parcul Orașul Nou a existat o statuie din bronz a lui Avram Iancu, executată de sculptorul Naum Corcescu, dar această statuie a fost mutată lângă Gara CFR la periferia orașului, pe motiv că nu îl reprezenta corect pe Avram Iancu. În locul ei a fost adusă o nouă statuie a lui Avram Iancu executată de sculptorul Horia Flămând. După un anumit timp, statuia de la gară a fost desprinsă de pe soclu de niște cabluri metalice trase de o locomotivă, iar aceasta s-a deteriorat. Statuia a fost depozitată într-un depozit de la Racova. După 1989, statuia a fost reparată și reamplasată lângă gară.
- Gara CFR, clădire de patrimoniu, construită în stil austriac, cu 115 ani în urmă, după proiectul unei stații realizate în Tirol (Austria). A fost renovată recent, deoarece ea era într-o stare de degradare avansată.
- Mormântul lui Avram Iancu, în apropierea municipiului Brad, pe teritoriul satului Țebea, monument istoric aflat în vecinatatea Gorunului lui Horea.
- Mocănița Brad - Criscior, cursa începe din gara Brad, până la Atelierele Centrale Criscior. Atelierele pot fi vizitate.
- Locomotiva 230 214, se găsește la intersecția Bulevardului Avram Iancu cu Calea Ferată Mintia - Brad (abandonată)

## Învățământ
Orașul are două școli generale și un liceu: Colegiul Național „Avram Iancu”, fiind al cincilea din Transilvania. În anul 1994 a sărbătorit 125 de ani de la înființare. Cele două școli generale se numesc: Școala Generală "Mircea Sântimbreanu" și Școala Generală "Horia, Cloșca și Crișan".

## Lăcașuri de cult
- Biserica romano-catolică (str.Liceului 5-7)
- Biserica reformată-calvină (str.Horea 35)
- Biserica greco-catolică ”Sfântul Anton de Padova”(str.Cloșca 10)
- Biserica ortodoxă "Colina" (str.Cloșca 9)
- Biserica ortodoxă "Sf.Împărați" (str.Liceului)
- Biserica ortodoxă "Sf.Varvara" (str.Transilvaniei)
- Casa de rugăciune adventistă I (str.Unirii 15)
- Casa de rugăciune adventistă II (str.Dispensarului 4)
- Casa de rugăciune baptistă (str.Avram Iancu 13)
- Casa de rugăciune penticostală Betel (str.Avram Iancu 27)
- Sala Regatului Martorii lui Iehova (str.Spitalului 12)

## Demografie
Componența etnică a municipiului Brad
     Români (87,27%)
     Romi (1,94%)
     Alte etnii (0,88%)
     Necunoscută (9,91%)
Componența confesională a municipiului Brad
     Ortodocși (85,94%)
     Alte religii (3,41%)
     Necunoscută (10,65%)
Conform recensământului efectuat în 2021, populația municipiului Brad se ridică la 12.690 de locuitori, în scădere față de recensământul anterior din 2011, când fuseseră înregistrați 14.495 de locuitori. Majoritatea locuitorilor sunt români (87,27%), cu o minoritate de romi (1,94%), iar pentru 9,91% nu se cunoaște apartenența etnică. Din punct de vedere confesional, majoritatea locuitorilor sunt ortodocși (85,94%), iar pentru 10,65% nu se cunoaște apartenența confesională.
|  | Graficele sunt indisponibile din cauza unor probleme tehnice. Mai multe informații se găsesc la Phabricator și la wiki-ul MediaWiki. |

Date: Recensăminte sau birourile de statistică - grafică realizată de Wikipedia

## Politică și administrație
Municipiul Brad este administrat de un primar și un consiliu local compus din 17 consilieri. Primarul, Florin Cazacu, de la Partidul Social Democrat, este în funcție din 2000. Începând cu alegerile locale din 2024, consiliul local are următoarea componență pe partide politice:
|  | Partid                          | Consilieri | Componența Consiliului | Componența Consiliului | Componența Consiliului | Componența Consiliului | Componența Consiliului | Componența Consiliului | Componența Consiliului | Componența Consiliului |
|  | ------------------------------- | ---------- | ---------------------- | ---------------------- | ---------------------- | ---------------------- | ---------------------- | ---------------------- | ---------------------- | ---------------------- |
|  | Partidul Social Democrat        | 8          |                        |                        |                        |                        |                        |                        |                        |                        |
|  | Partidul Național Liberal       | 4          |                        |                        |                        |                        |                        |                        |                        |                        |
|  | Alianța pentru Unirea Românilor | 3          |                        |                        |                        |                        |                        |                        |                        |                        |
|  | Uniunea Salvați România         | 2          |                        |                        |                        |                        |                        |                        |                        |                        |

## Personalități născute aici
- Ilarion Felea (1903 - 1961), preot ortodox, canonizat ca sfânt;
- Ileana Stana-Ionescu (1936 - 2024), actriță, deputat;
- Gavril Blajek (n. 1939), jucător de polo pe apă;
- Teodor Meleșcanu (n. 1941), politician;
- Ioan Golcea (n. 1948), dirijor, profesor universitar, doctor în muzică Universitatea Națională de Muzică București, Doctor Honoris Causa;
- Mariana Goth (n. 1949), alergătoare;
- Minerva (Gabriela Dima) (1958 - 2025), astrolog
- Gheorghe Falcă (n. 1967), inginer și politician, fost primar al municipiului Arad;
- Natalia-Elena Intotero (n. 1976), politiciană;
- Florin Maxim (n. 1981), fotbalist;
- Valentin Trifescu (n. 1986), istoric de artă.

## Imagini

Gara Brad (început de secol XX)
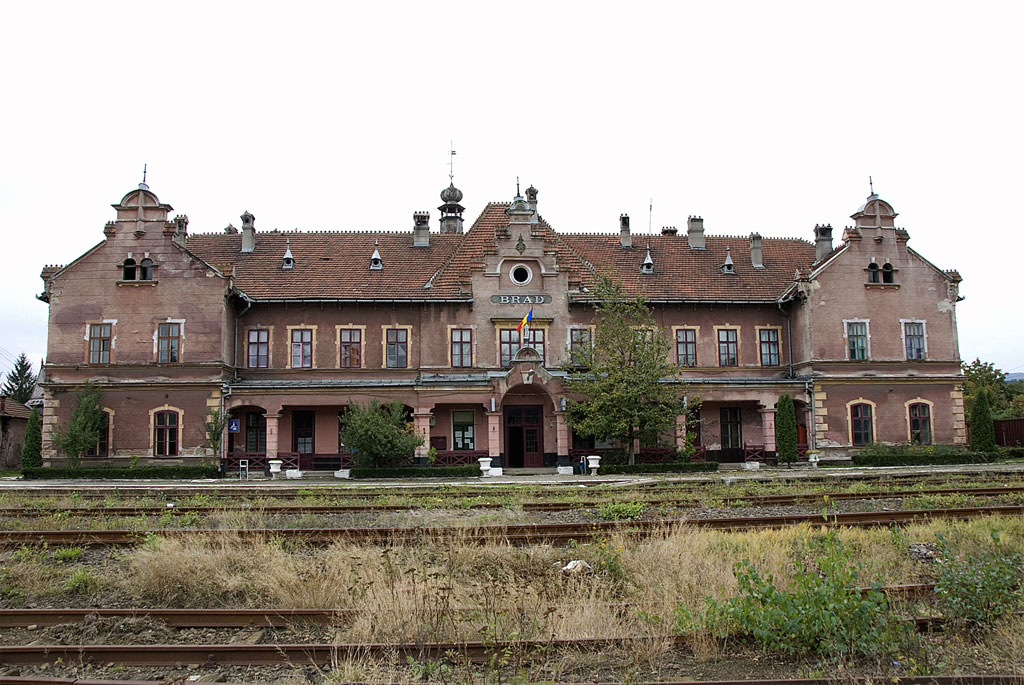
Gara Brad în anul 2008
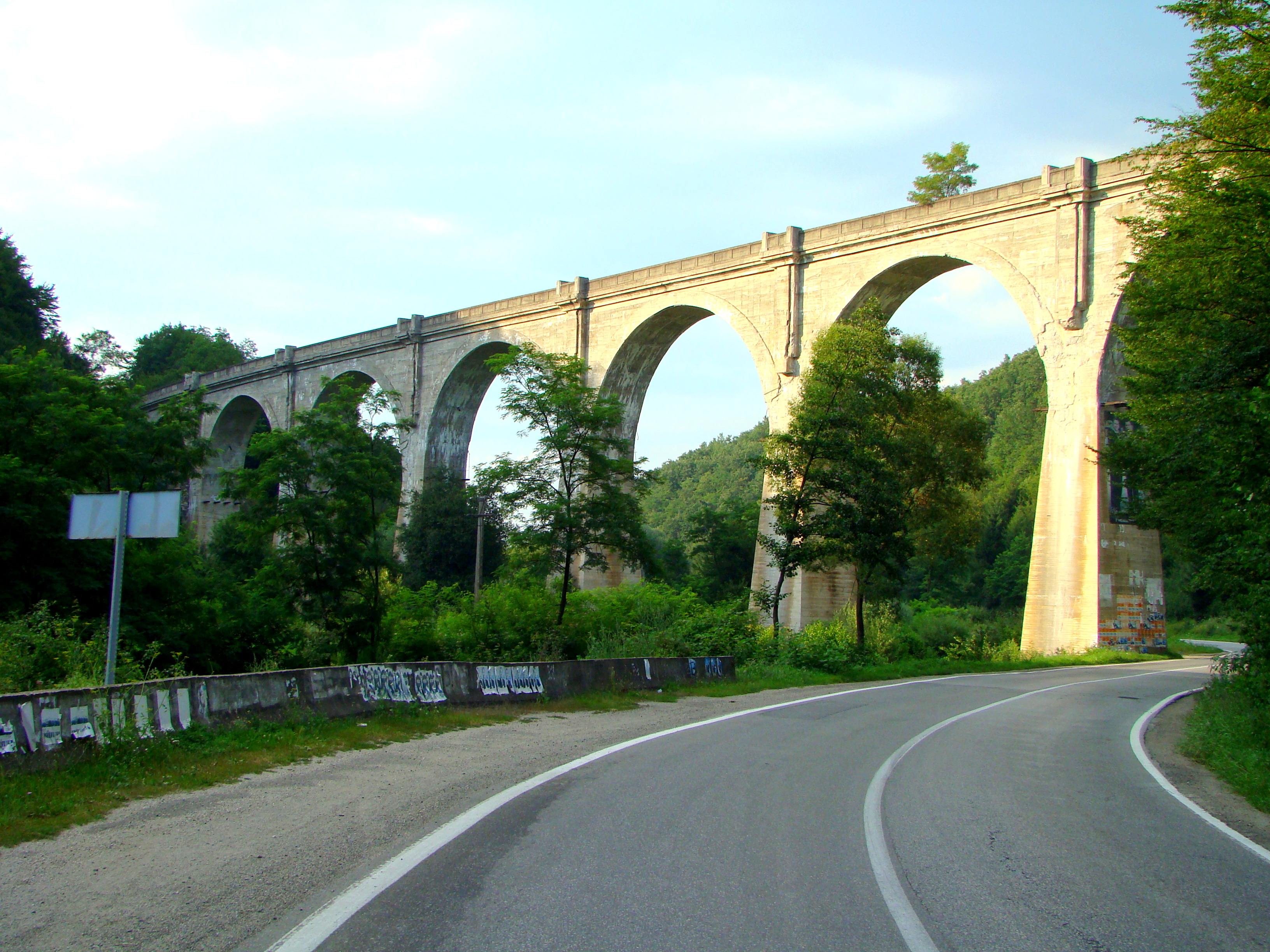
Viaductul Luncoiu lângă Brad
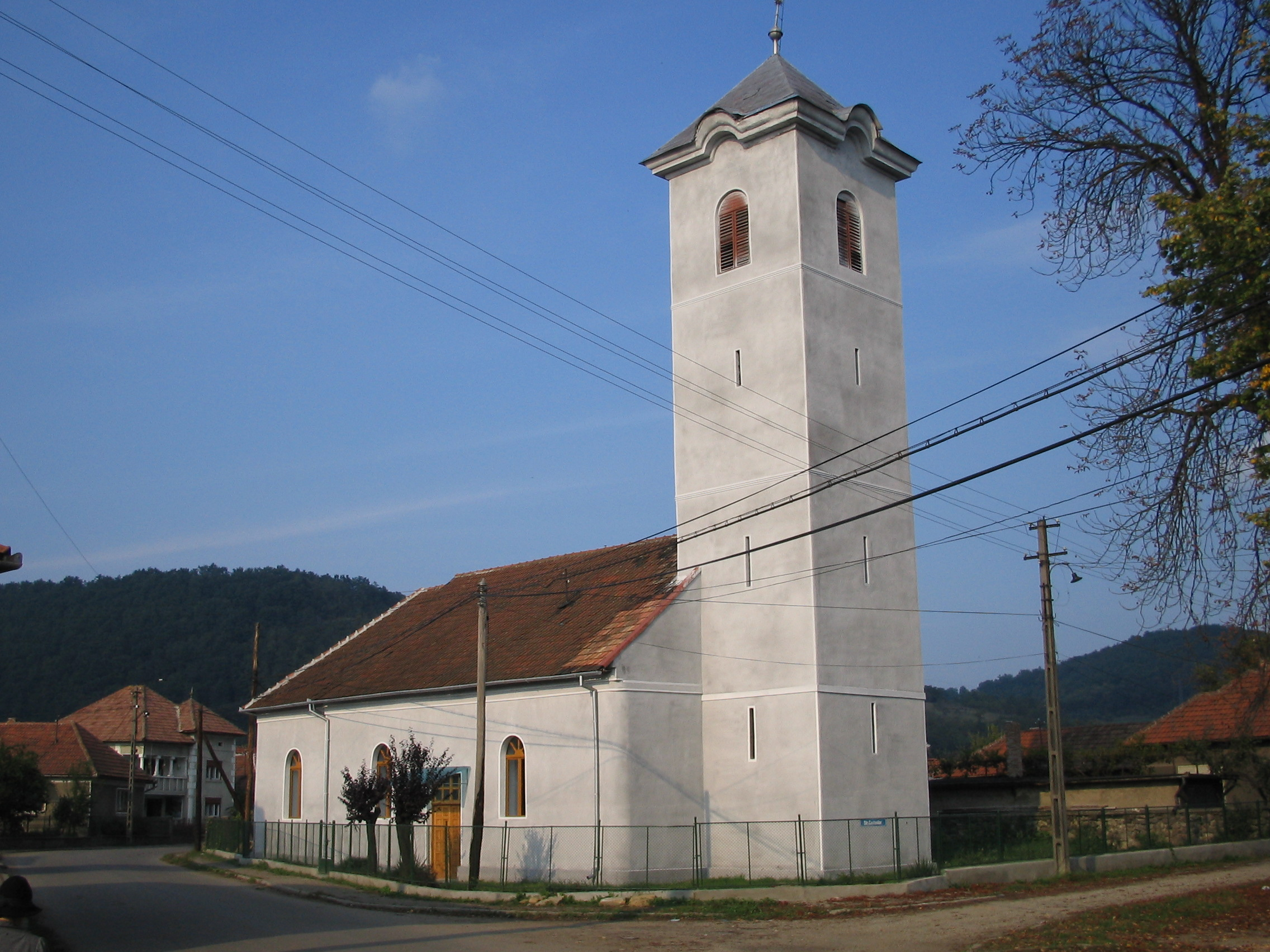
Biserica Reformată-Calvină de pe str. Horia
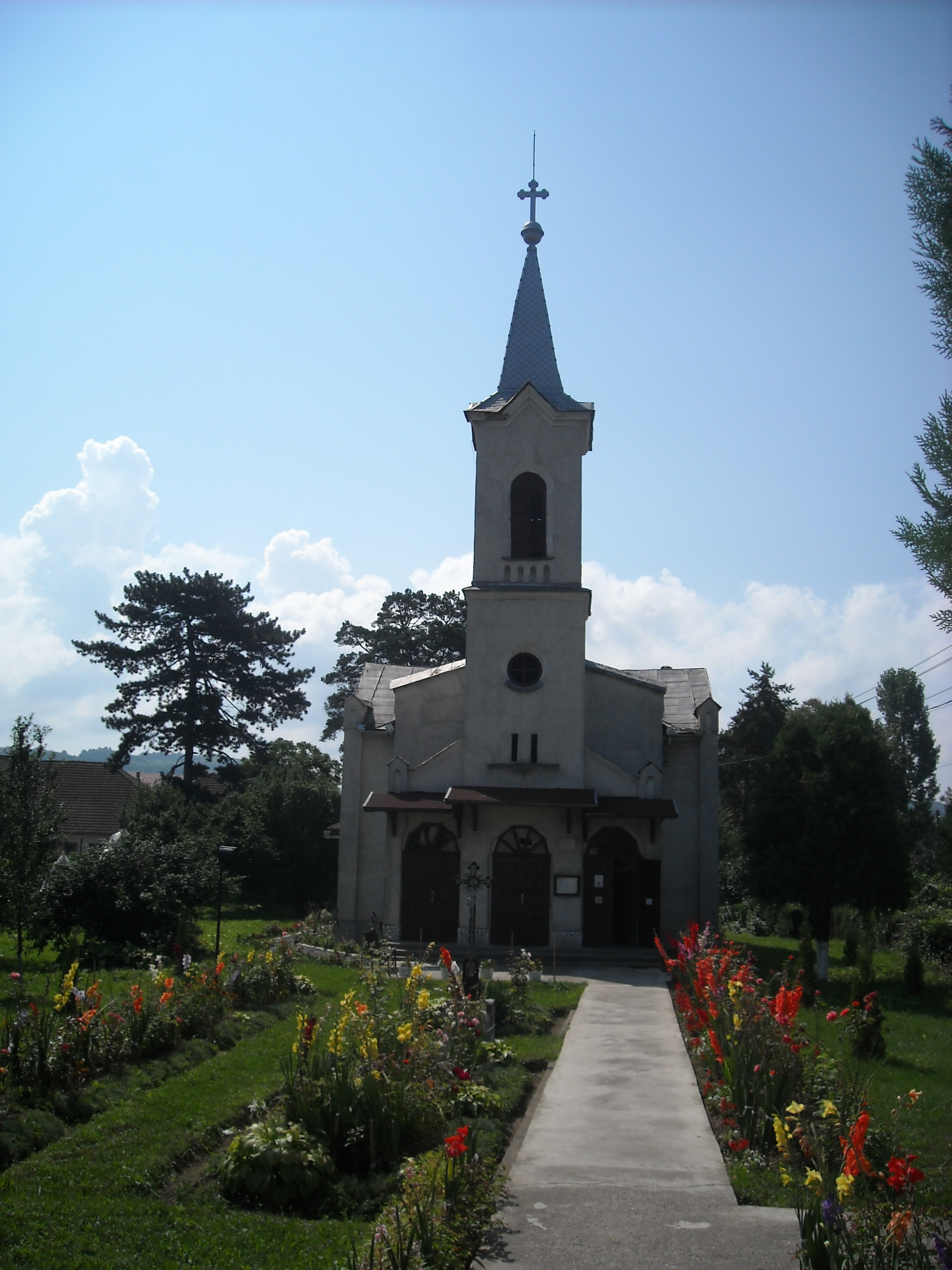
Biserica Romano-Catolică
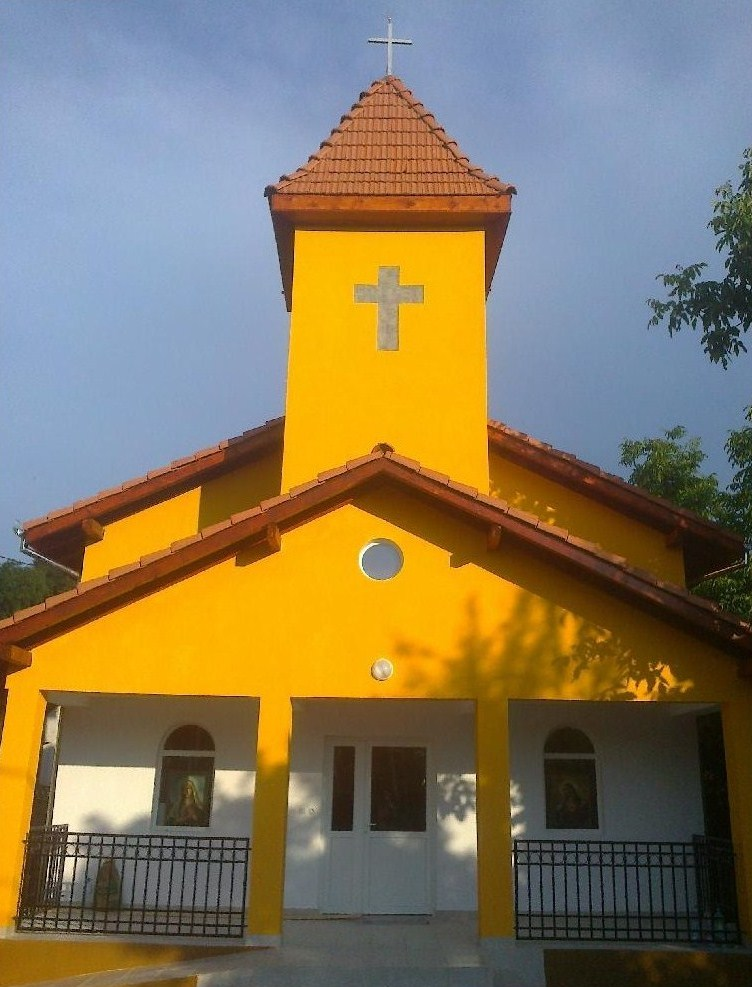
Biserica Română Unită cu Roma, Greco-Catolică „Sfântul Anton de Padova”
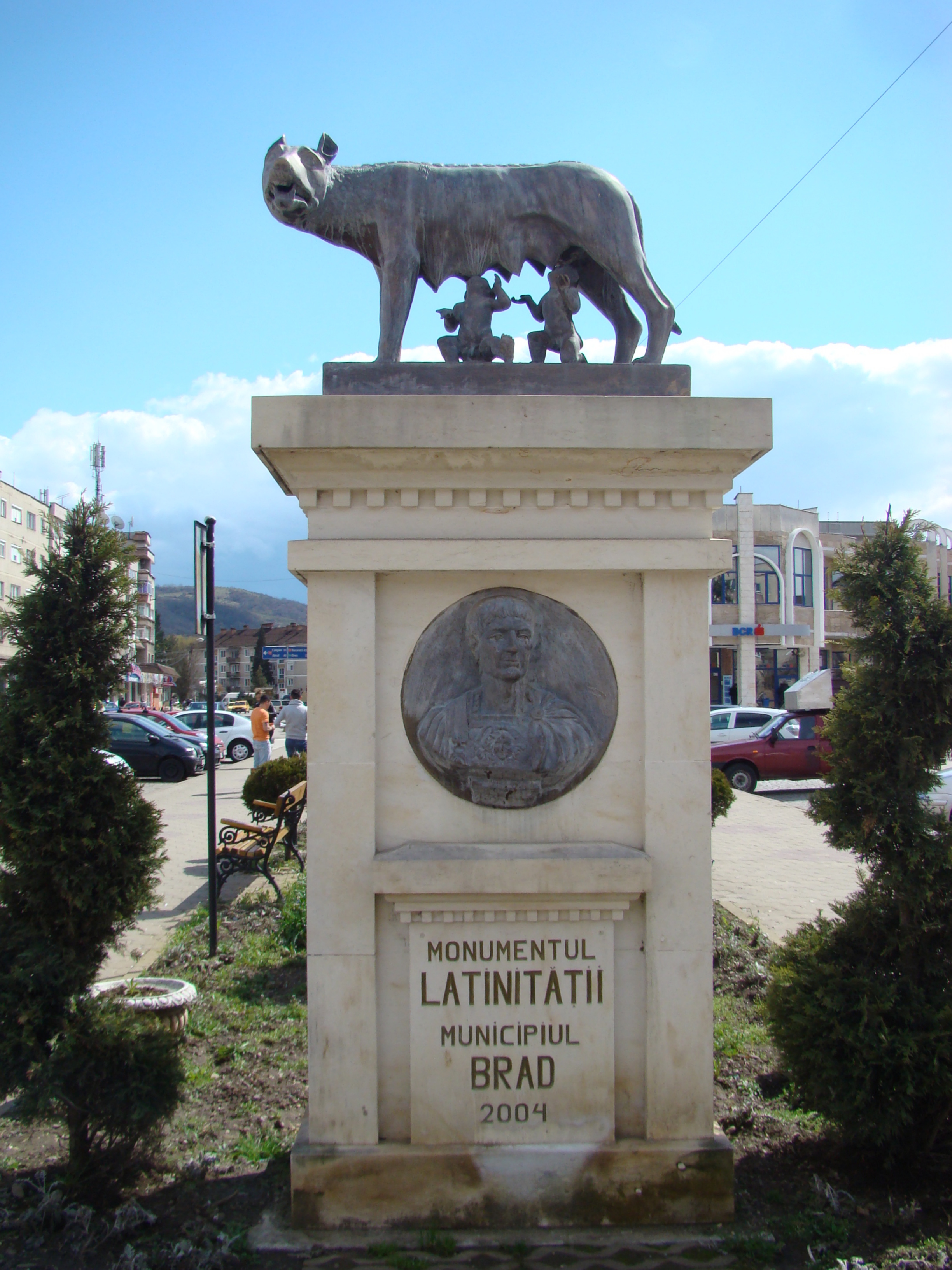
Monumentul Latinității
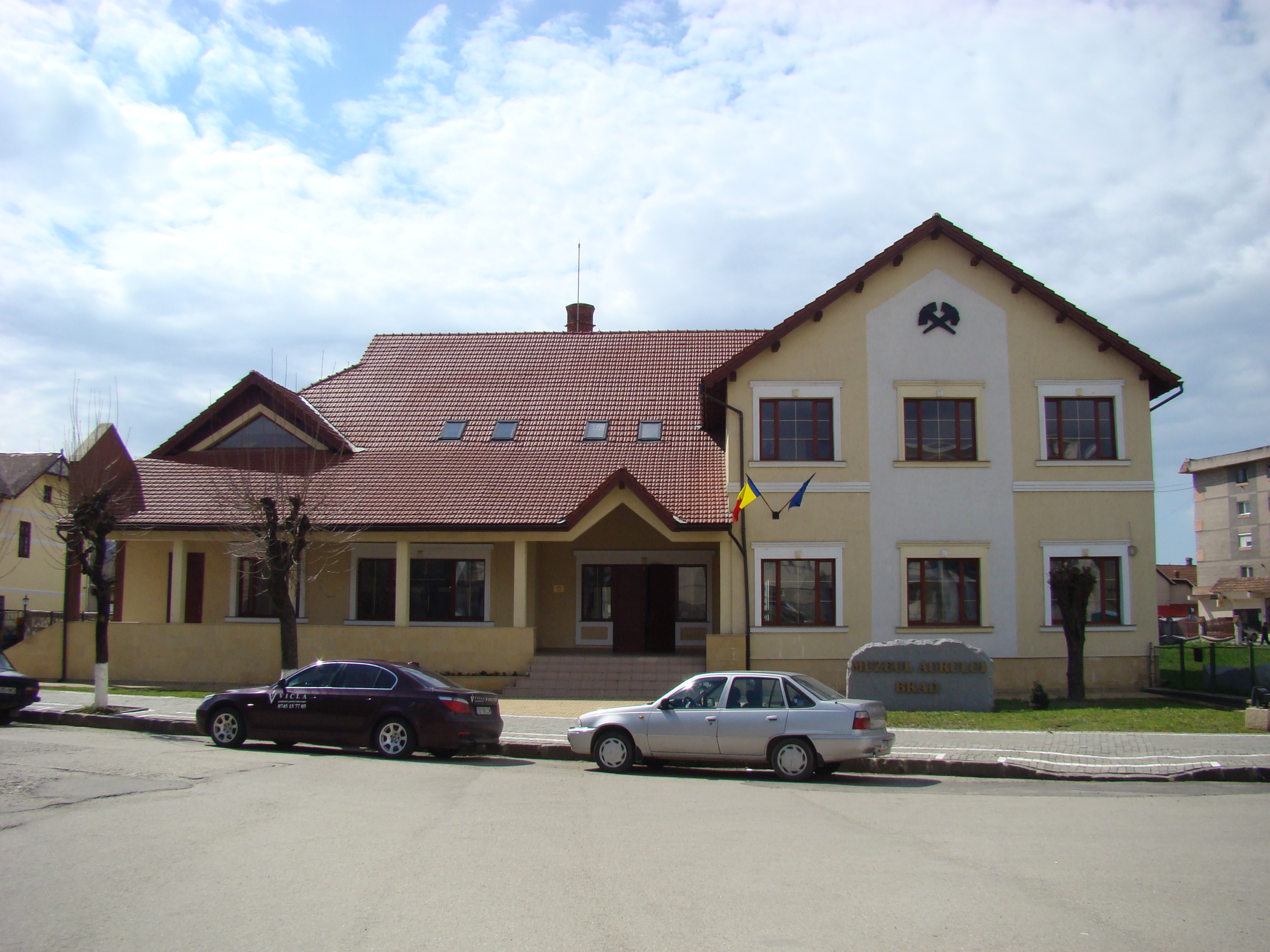
Muzeul Aurului
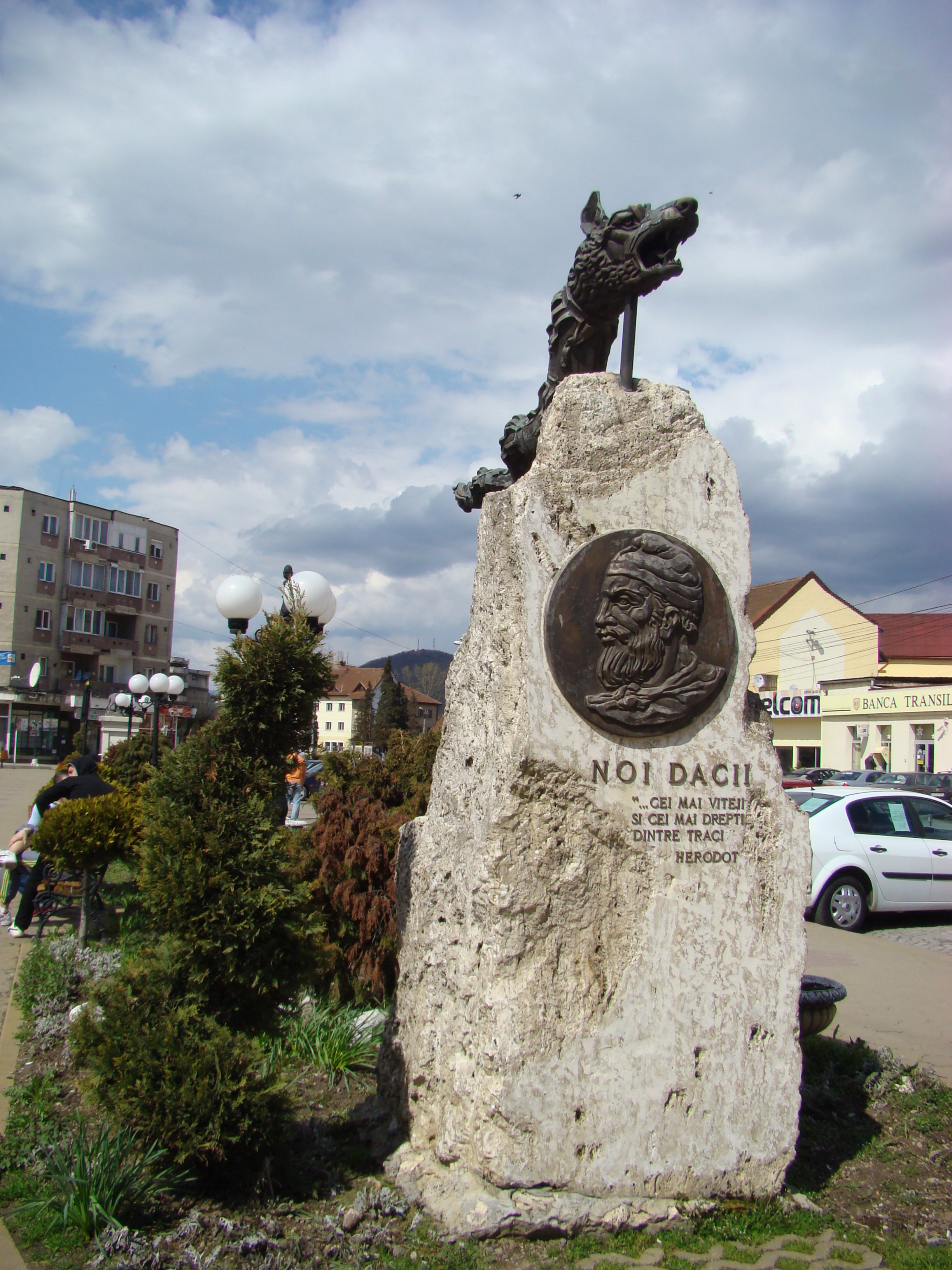
Monumentul „Noi, Dacii” din Piața Centrală
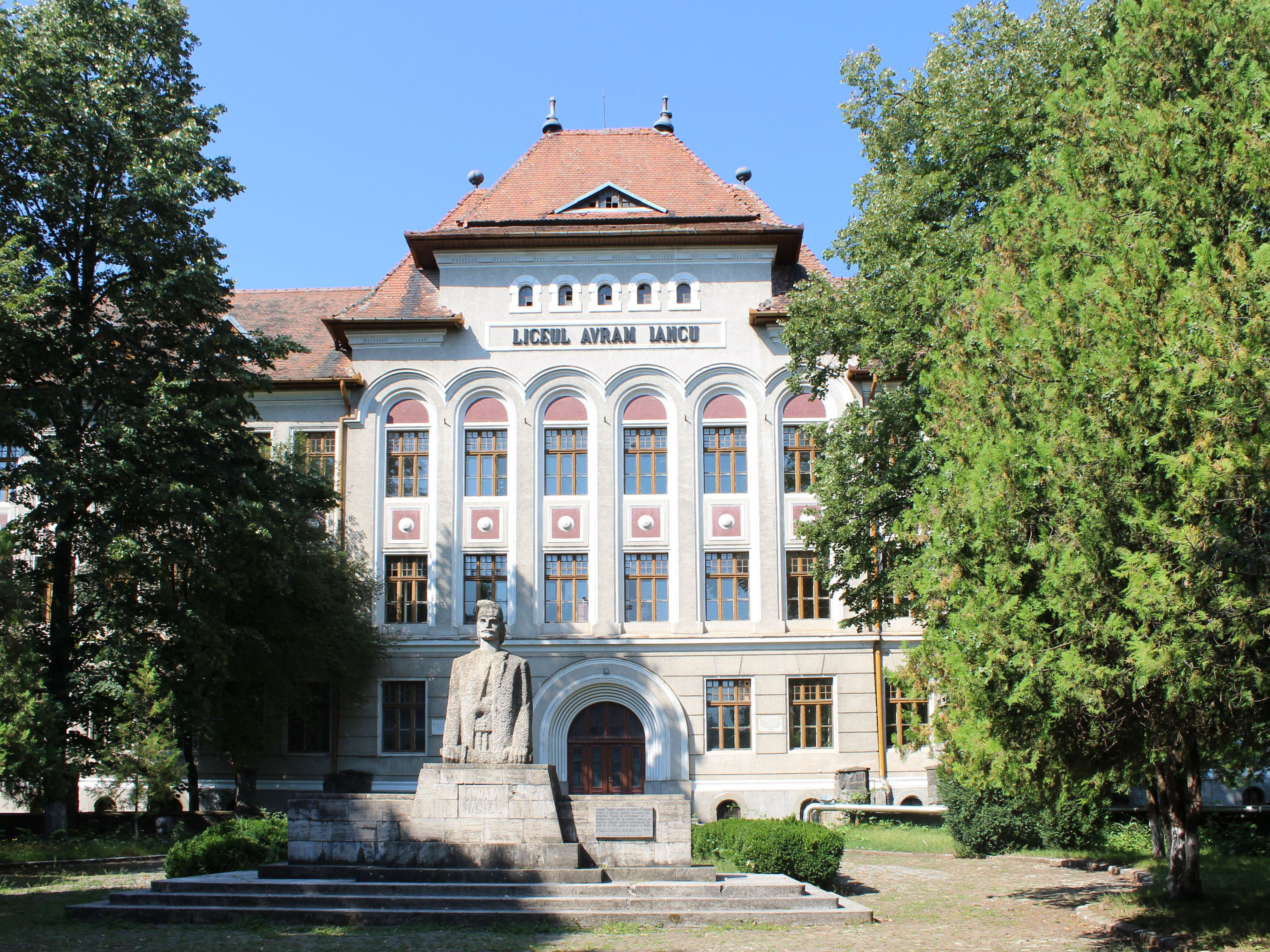
Colegiul Național Avram Iancu
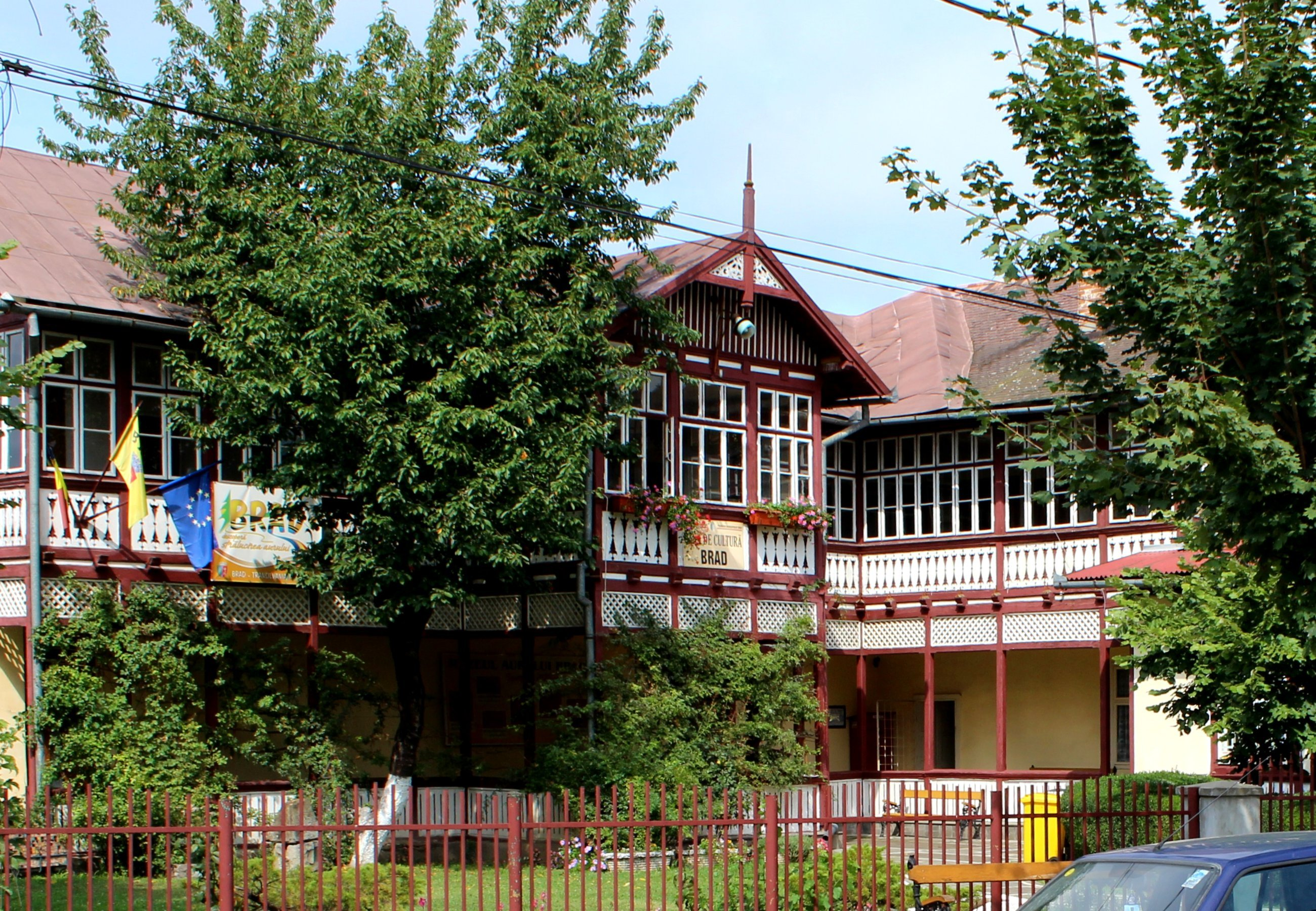
Casa de Cultură
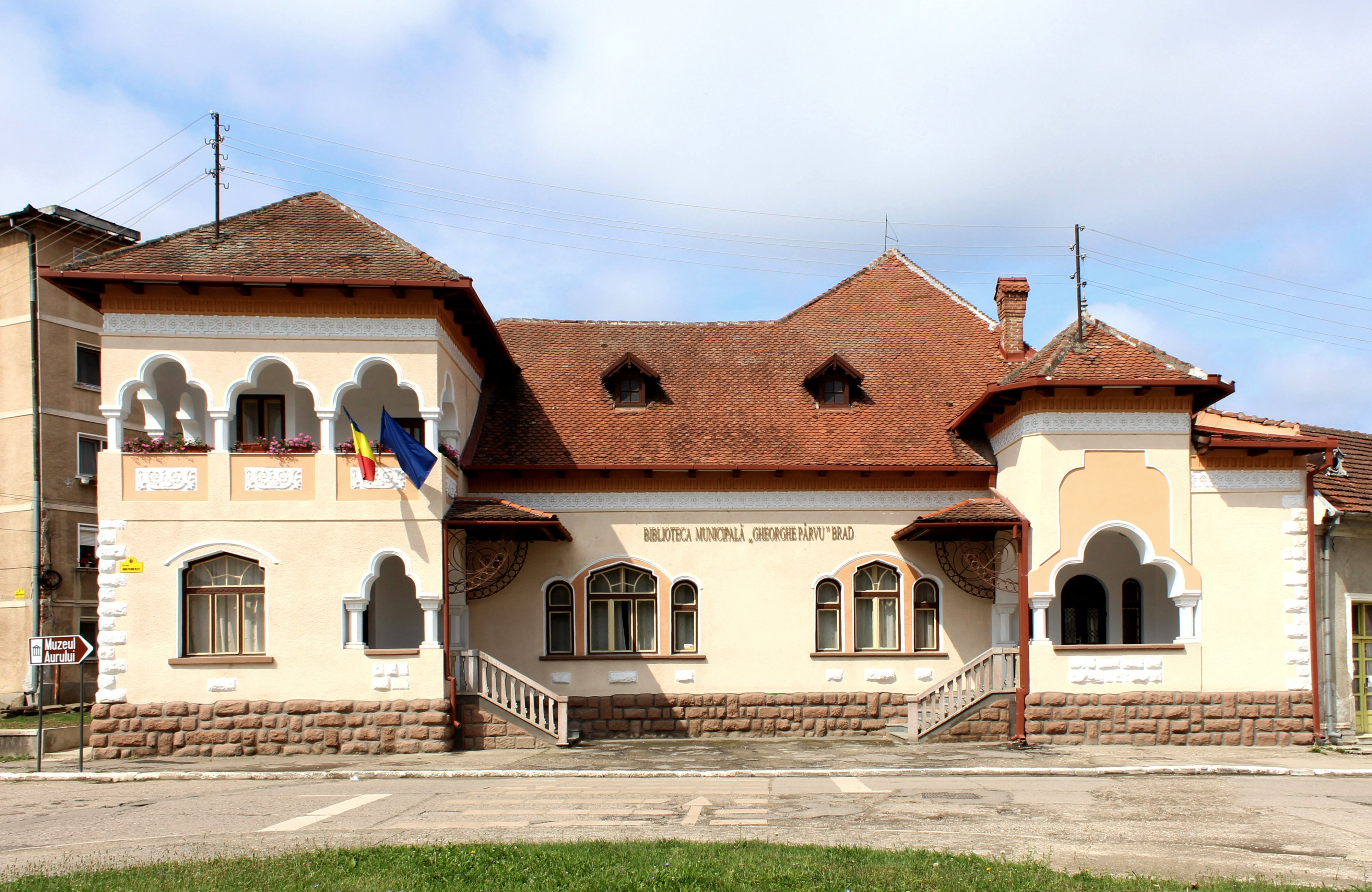
Biblioteca municipală „Gheorghe Pârvu”